# Stazione di Pascarosa
La stazione di Pascarosa è una stazione ferroviaria al servizio della frazione di Ostuni, Pascarosa, ed è posta sulla linea Martina Franca-Lecce. Gestita dalle Ferrovie del Sud Est, è entrata in servizio il 5 aprile 1925, assieme al tronco Ceglie Messapica-Cisternino della linea Martina Franca-Lecce.
La stazione è ubicata nel territorio comunale di Ceglie Messapica, versa in uno stato di semi abbandono, non tutte le corse della linea effettuano la fermata presso la stazione.

## Movimento
La stazione è servita da alcuni treni regionali svolti dalle Ferrovie del Sud Est nella relazione Martina Franca - Lecce della linea 2.